# Doctor Jones
"Doctor Jones" là một bài hát của nhóm nhạc dance-pop đến từ Đan Mạch và Na Uy Aqua nằm trong album phòng thu đầu tay của họ, Aquarium (1997). Nó được phát hành vào ngày 8 tháng 12 năm 1997 bởi MCA Records như là đĩa đơn thứ năm trích từ album, và là đĩa đơn thứ hai của nhóm tại thị trường Vương quốc Anh. Bài hát được viết lời bởi Anders Øland, Søren Rasted, Claus Norreen và René Dif, và được sản xuất bởi Johnny Jam, Delgado, Claus Norreen, Søren Rasted. Nội dung bài hát đề cập đến một cô gái sau khi kết thúc một mối tình chớp nhoáng đã phải đến gặp bác sĩ với hi vọng có thể chữa lành tình yêu của cô.
Sau khi phát hành, "Doctor Jones" đã tiếp nối thành công của đĩa đơn trước "Barbie Girl" trên các bảng xếp hạng, đứng đầu các bảng xếp hạng ở Úc, Ireland, Ý và Vương quốc Anh, nơi nó trở thành đĩa đơn quán quân thứ hai liên tiếp của nhóm tại đây, cũng như lọt vào top 5 ở Bỉ, Hà Lan, New Zealand, Thụy Điển và Tây Ban Nha. Tại Hoa Kỳ, nó đã không được phát hành dưới dạng đĩa đơn, và được thay thế bởi "Lollipop (Candyman)". Video ca nhạc của bài hát được đạo diễn bởi Peter Stenbæk với nội dung liên quan đến nhân vật hư cấu Indiana Jones từ loạt phim cùng tên.

## Danh sách bài hát
| Đĩa CD maxi tại châu Âu 1. "Doctor Jones" (bản radio) – 3:25 2. "Doctor Jones" (bản phối mở rộng) – 5:12 3. "Doctor Jones" (Adrenalin Club Mix) – 6:26 4. "Doctor Jones" (Molella And Phil Jay Mix) – 5:26 5. "Doctor Jones" (MPJ Speed Dub) – 5:37 6. "Doctor Jones" (Antiloop Club Mix) – 10:01 7. "Doctor Jones" (D-Bop's Prescription Mix) – 8:02 Đĩa CD tại Anh quốc #1 1. "Doctor Jones" (bản radio) – 3:22 2. "Doctor Jones" (bản phối mở rộng) – 5:13 3. "Doctor Jones" (Adrenalin Club Mix) – 6:21 4. "Doctor Jones" (Molella and Phil Jay Mix) – 5:19 5. "Doctor Jones" (Antiloop Club Mix) – 10:00 6. "Doctor Jones" (D-Bop Prescription Mix) – 8:02 | Đĩa CD tại Anh quốc #2 1. "Doctor Jones" (bản radio) – 3:22 2. "Doctor Jones" (Metro 7's Edit) – 3:36 3. "Doctor Jones" (Metro's X-Ray Dub) – 6:22 4. "Doctor Jones" (Metro's Full CD-ROM video) - 3:25 Đĩa CD tại châu Âu 1. "Doctor Jones" (bản radio) – 3:22 2. "Doctor Jones" (bản phối mở rộng) – 5:13 Đĩa CD tại Úc 1. "Doctor Jones" (bản radio) – 3:22 2. "Doctor Jones" (bản phối mở rộng) – 5:10 3. "Barbie Girl" (bản phối mở rộng) – 5:14 4. "My Oh My" (bản club) – 7:00 5. "Barbie Girl" (Dirty Rotten Scoundrel 12" Mix) – 8:37 |

## Xếp hạng
| Bảng xếp hạng (1997-98)            | Vị trí cao nhất |
| ---------------------------------- | --------------- |
| Úc (ARIA)                          | 1               |
| Áo (Ö3 Austria Top 40)             | 8               |
| Bỉ (Ultratop 50 Flanders)          | 3               |
| Bỉ (Ultratop 50 Wallonia)          | 5               |
| Canada Dance (RPM)                 | 3               |
| Đan Mạch (Tracklisten)             | 8               |
| Châu Âu (European Hot 100 Singles) | 3               |
| Phần Lan (Suomen virallinen lista) | 6               |
| Đức (Official German Charts)       | 7               |
| Ireland (IRMA)                     | 1               |
| Ý (FIMI)                           | 1               |
| Hà Lan (Dutch Top 40)              | 3               |
| Hà Lan (Single Top 100)            | 3               |
| New Zealand (Recorded Music NZ)    | 2               |
| Scotland (OCC)                     | 1               |
| Tây Ban Nha (PROMUSICAE)           | 6               |
| Thụy Điển (Sverigetopplistan)      | 2               |
| Thụy Sĩ (Schweizer Hitparade)      | 11              |
| Anh Quốc (OCC)                     | 1               |

| Bảng xếp hạng (1997)                 | Vị trí |
| ------------------------------------ | ------ |
| Australia (ARIA)                     | 14     |
| Belgium (Ultratop 50 Flanders)       | 64     |
| Finland (Suomen virallinen lista)    | 68     |
| Netherlands (Dutch Top 40)           | 55     |
| Netherlands (Single Top 100)         | 35     |
| Sweden (Sverigetopplistan)           | 14     |
| Bảng xếp hạng (1998)                 | Vị trí |
| Australia (ARIA)                     | 20     |
| Belgium (Ultratop 50 Flanders)       | 52     |
| Belgium (Ultratop 40 Wallonia)       | 28     |
| Canada Dance (RPM)                   | 49     |
| Denmark (Tracklisten)                | 36     |
| Europe (European Hot 100)            | 20     |
| Germany (Official German Charts)     | 36     |
| Italy (Hit Parade)                   | 16     |
| Netherlands (Dutch Top 40)           | 124    |
| Netherlands (Single Top 100)         | 60     |
| UK Singles (Official Charts Company) | 15     |

## Chứng nhận
| Quốc gia                                                                           | Chứng nhận  | Số đơn vị/doanh số chứng nhận |
| ---------------------------------------------------------------------------------- | ----------- | ----------------------------- |
| Úc (ARIA)                                                                          | 3× Bạch kim | 210.000^                      |
| Bỉ (BEA)                                                                           | Bạch kim    | 0*                            |
| Đức (BVMI)                                                                         | Vàng        | 0^                            |
| Hà Lan (NVPI)                                                                      | Vàng        | 10,000                        |
| New Zealand (RMNZ)                                                                 | Bạch kim    | 10.000*                       |
| Thụy Điển (GLF)                                                                    | Bạch kim    | 30.000^                       |
| Anh Quốc (BPI)                                                                     | Bạch kim    | 600.000^                      |
| * Chứng nhận dựa theo doanh số tiêu thụ. ^ Chứng nhận dựa theo doanh số nhập hàng. |             |                               |